# سیپو (برزیل)
سیپو (به پرتغالی: Cipó) یک منطقهٔ مسکونی در برزیل است که در باهیا واقع شده‌است. سیپو ۱۷٬۳۵۲ نفر جمعیت دارد.